# روبرت جنسن بريان
روبرت جنسن بريان (بالإنجليزية: Robert Jensen Bryan)‏ هو قاضي ومحامي أمريكي، ولد في 29 أكتوبر 1943 في بريميرتون في الولايات المتحدة.